# Сирвио, Риикка
Риикка Сирвио (фин. Riikka Sirviö, род. 11 февраля 1974, Каяани, Оулу) — финская лыжница, призёрка чемпионата мира 1999 года.

## Карьера
В Кубке мира Сирвио дебютировала в 1995 году, в феврале 2000 года впервые попала в десятку лучших в индивидуальной гонке на этапе Кубка мира. Всего в индивидуальных гонках имеет на своём счету 4 попадания в десятку лучших на этапах Кубка мира, 3 в спринте и 1 в гонке на 10 км. Лучшим достижением Сирвио в общем итоговом зачёте Кубка мира является 25-е место в сезоне 2000/01.
За свою карьеру принимала участие в четырёх мировых первенствах; на чемпионате мира 1997 года в Тронхейме завоевала бронзовую медаль в эстафете. Лучший результат в личных гонках на чемпионатах мира, шестое место в масс-старте на 15 км классическим стилем на чемпионате мира 2003 года.